# Vas–Soproni-síkság
A Vas–Soproni-síkság vagy Sopron–Vasi-síkság a Nyugat-magyarországi-peremvidék egyik középtája Vas és Győr-Moson-Sopron vármegyék területén. Öt kistáj, az Ikva-sík, a Répce-sík, a Gyöngyös-sík, a Rábai teraszos sík és az Alsó-Rába-völgy alkotja az 1837 km²-es területű tájat. Nyugatról az Alpok hegylábfelszíne, az Alpokalja szigetszerű kistájai, déli és keleti irányból a Kemeneshát határolja, északkeleti részén pedig a Kisalföld lapályos síkságával érintkezik. Alapvetően földtani érvek szólnak amellett, hogy a középtájat a Nyugat-magyarországi-peremvidékhez soroljuk, de egyes földrajzi munkák a Kisalföld középtájaként értelmezik. A szakirodalom említi még Vas–Soproni-völgység vagy Rábántúli-kavicstakaró néven is.

## Földtan és domborzat
A Vas–Soproni-síkság déli és keleti határát a Rába völgyének tektonikai törésvonala jelöli ki. Földtanilag alpi képződmény, alaphegységét, medencealjzatát északnyugatról délkeleti irányban haladva kristályospala-, csillámpala- és metamorfitösszlet építi fel. A pleisztocén során erre építettek különböző korú és vastagságú hordalékkúpokat, kavicstakarókat a táj folyóvizei, amelyekre a jégkorszaki szoliflukciós folyamatok során többnyire vályog, valamint lösz rakódott. Az újpleisztocén és holocén idején ezen a felszínen alakították ki a táj folyóvizei teraszos völgyeiket (Rába, Ikva), illetve széles alluviális völgylapályaikat (Gyöngyös).
Felszínalaktani szempontból tagolatlan vidék, egyes részei tökéletes síkságok (Ikva-sík, Répce-sík). A nyugat-délnyugati irányból kelet-északkelet felé lejtő Vas–Soproni-síkság nyugati, az Alpokaljával határos peremvidékén 240–260 méteres tengerszint feletti magasság az általános (legmagasabb pontja 280 méter), keleti részein a síkság már csak a 120–140 métert éri el (legalacsonyabb pontja 119 méter). A vidék nagy része a Rába és bal oldali mellékágai – a Pinka, a Herpenyő-patak, a Sorok, a Perint és a Gyöngyös – vízgyűjtő területe, északi részének felszíni vizeit a Répce, az Ikva és a Kardos-ér vezetik le, így már a Mosoni-Duna vízgyűjtő területéhez tartozik. Az állóvizeket a síkság folyóinak egykori, kis kiterjedésű holtágai, morotvatavai képviselik.

## Éghajlat
Éghajlata mérsékelten hűvös, a domborzat lejtésének irányában növekszik az átlaghőmérséklet, amely a középtáj egészét tekintve 9,0–10,0 °C között ingadozik. Az évi napsütötte órák száma 1820–1900 között mozog. Csapadékmennyiség tekintetében mérsékelt szárazság jellemzi, jelentős területi ingadozásokkal a szárazabb keleti és a nedvesebb nyugati részek között (620–760 mm/év). A nyitottabb Ikva-síkon az északnyugati, míg a Rába-völgy Körmend feletti szakaszán a nyugati szélirány az uralkodó, egyébként a táj többi részén – az Alpok tömbjének hatására – az északi és déli szélirány a jellemző.

## Talaj és növényzet
A középtáj medencealjzatára nagy területeken rakódott le vályog- és löszréteg, ezek uralkodó talajtípusai a különféle erdőtalajok, amelyek a Vas–Soproni-síkság területének 74%-át borítják. Legelterjedtebbek az agyagbemosódásos barna erdőtalajok (37%) és a barnaföldek (28%), ezek mellett szórványosan csernozjom barna erdőtalajok (7%) és pszeudoglejes barna erdőtalajok (2%) is előfordulnak. A Rába és mellékfolyói, valamint a Répce és Ikva alluviális völgyeiben jó vízgazdálkodású réti öntéstalajok (17%), nyers öntéstalajok (6%) és réti talajok (2%) borítják a felszínt.
A természetes növénytakarót tekintve a síkság potenciális erdőterület, a természetes ősgyepek a múltban sem voltak nagy kiterjedésűek. A folyóvölgyek ligeterdei, a nyugati sáv gyertyános-tölgyesei, illetve a keleti vidékek cseres-tölgyesei, valamint más erdőtársulások – főként a szántóművelés következtében – napjainkra erőteljesen megfogyatkoztak, illetve a gyakran telepített özönfajok (pl. akác) szorítják ki őket. Növénytársulási szempontból reliktumterületként ismert a fertőbozi ősgyep, az ebergőci lápteknő, az iván-viszlamajori szikes, a Répce menti vizenyős rétek és a csáfordi Tőzikés-erdő.
| Területhasznosítás | Terület      | Területarány |
| ------------------ | ------------ | ------------ |
| Lakott terület     | 12 106,1 ha  | 6,6%         |
| Szántó             | 114 985,0 ha | 62,6%        |
| Kert               | 1 290,4 ha   | 0,7%         |
| Szőlő              | 779,6 ha     | 0,4%         |
| Rét, legelő        | 13 192,1 ha  | 7,2%         |
| Erdő               | 39 522,3 ha  | 21,5%        |
| Vízfelszín         | 1 830,8 ha   | 1,0%         |

## Népesség
A Vas–Soproni-síkság népessége 207 242 fő (2001), népsűrűsége 113 fő/km². Ez ugyan megfelel az országos átlagnak, a népesség mintegy 40%-a azonban a síkság nyugati határánál fekvő Szombathelyben (81 920 fő, 2001) koncentrálódik. További jelentősebb kisvárosai szintén a középtáj peremvidékein találhatóak: Sárvár (15 519 fő), Körmend (12 802 fő) és Szentgotthárd (9043 fő). A síkság északnyugati területein fekszik néhány további városi jogállású, de funkcióhiányos település: Fertőszentmiklós (3872 fő), Fertőd (3416 fő), Csepreg (3546 fő) és Bük (3084 fő). A további 113 településből mindössze húsznak a lakossága haladja meg az 1000 lelket, össznépességük 31 ezer fő. A középtáj településhálózatának javát 500–1000 fős kisfalvak (33 db), 200–500 fős aprófalvak (45) és 200 fő alatti törpefalvak (15) alkotják.
A 2001. évi népszámlálás adatai szerint a lakosság 80,5%-a római katolikus, 4,6%-a evangélikus, 2,7%-a pedig református. A Vas–Soproni-síkság nemzetiségi összetétele homogénebb: a lakosság 98,5%-a magyar, mellettük cigányok (0,5%), szlovének (0,4%), horvátok (0,3%) és németek (0,3%) élnek nagy számban a középtájon.

## Külső hivatkozások
- Térkép